# Mjällby församling
Mjällby församling är en församling i Blekinge kontrakt, Lunds stift och Sölvesborgs kommun. Församlingen utgör ett eget pastorat.
Församlingskyrkor är Mjällby kyrka, Listerkyrkan och Ysane kyrka.

## Administrativ historik
Församlingen har medeltida ursprung.
Församlingen utgör ett eget pastorat. Församlingen införlivade 2014 den del av Gammalstorp-Ysane församling som tidigare utgjort Ysane församling.

## Organister
| Verksam   | Namn               | Levnadstid | Övrigt |
| --------- | ------------------ | ---------- | ------ |
| 1933–1974 | Nils-Olof Dahlberg | 1898–1982  | [ 5 ]  |